# Josefa Hendrina Stenmanns
Josepha Hendrina Stenmanns (Issum, 28 de mayo de 1852-Steyl, 20 de mayo de 1903) una religiosa católica alemana  cofundadora  con Arnoldo Janssen y Maria Helena Stollenwerk de las Hermanas Misioneras Siervas del Espíritu Santo. Venerada como beata por la Iglesia Católica, el 1 de junio de 2007, Benedicto XVI promulgó el decreto relacionado con un milagro autorizando su beatificación.